# Tàu điện ngầm Đài Trung
Tàu điện ngầm Đài Trung (còn được gọi là Đài Trung MRT) là một hệ thống tàu điện ngầm hiện đang được xây dựng bởi chính quyền thành phố tại Đài Trung, Đài Loan. Ngoài thành phố Đài Trung, nó còn phục vụ huyện Chương Hóa và Nam Đầu.

## Lịch sử
Kế hoạch xây dựng Đài Trung MRT bắt đầu từ năm 1990 với một nghiên cứu được thực hiện bởi Cục Phát triển nhà và đô thị Đài Loan. Nghiên cứu hoàn thành vào năm 1998 và đề nghị thực hiện ba tuyến (đỏ, xanh lá, và xanh dương). Dự án chính thức được duyệt bởi hành chính viện của chính phủ Đài Loan vào ngày 23 tháng 11 năm 2004. Chính quyền thành phố ký hợp đồng phát triển chung với chính quyền thành phố Đài Bắc vào ngày 12 tháng 12 năm 2007.
Trong khi đó, chính quyền thành phố Đài Trung bắt đầu xây dựng kế hoạch riêng trong việc thêm tuyến và quyết định nó rẻ hơn nhiều so với hệ thống BRT sẽ là tương lai của tàu điện ngầm ở Đài Trung.
Tuyến đầu tiên được xây dựng là tuyến xanh lá, đã được chi trả và dự kiến bắt đầu vào tháng 10 năm 2007, mặc dù nó đã bị đẩy lùi và bắt đầu xây dựng vào ngày 8 tháng 10 năm 2009. Với tổng độ dài là 16,7 km (10,4 mi) tuyến xanh lá dự kiến hoàn thành vào năm 2020, bao gồm 18 nhà ga.

## Mạng lưới dự kiến

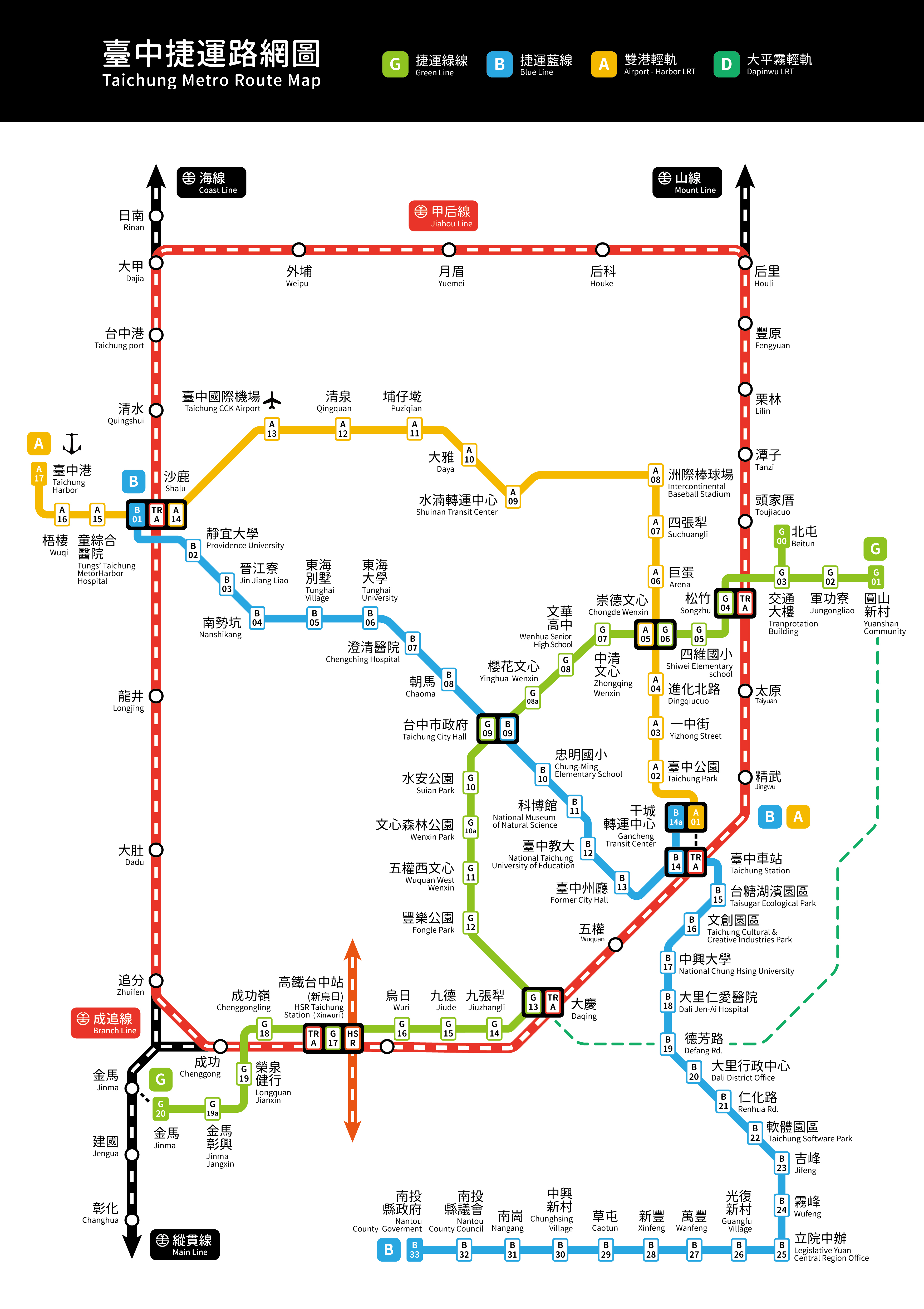
Sơ đồ mạng lưới dự kiến

| Tuyến                    | Tuyến              | Tuyến                             | Loại                         | Ga cuối                          | km    | Tổng km | Tình trạng    |
| ------------------------ | ------------------ | --------------------------------- | ---------------------------- | -------------------------------- | ----- | ------- | ------------- |
|                          | G Tuyến xanh lá    | Tuyến Ô Nhạt–Văn Tâm–Bắc Đồn      | MRT                          | Depot Bắc Đồn - Ga Đài Trung HSR | 16.7  | 24.7    | Đang xây dựng |
| Tuyến Chương Hóa mở rộng | G Tuyến xanh lá    | Ga Đài Trung HSR - Đường Changmei | MRT                          | 5.53                             | Dự án | 24.7    |               |
| Đại Khanh mở rộng        | G Tuyến xanh lá    | Cựu Xã - Làng Tân Viên Sơn        | MRT                          | 2.49                             | Dự án | 24.7    |               |
|                          | B Tuyến xanh dương | B Tuyến xanh dương                | MRT                          | Cảng Đài Trung - Thái Bình       | 29.5  | 29.5    | Dự án         |
|                          | O Tuyến cam        | O Tuyến cam                       | MRT                          | Zhongqing                        | 25    | 25      | Đã hủy        |
| MRT                      | O Tuyến cam        | O Tuyến cam                       | Sân bay Đài Trung - Vụ Phong | 29.27                            | 29.27 | Dự án   |               |
| LRT                      | O Tuyến cam        | O Tuyến cam                       | Sân bay Đài Trung - Vụ Phong | 25                               | 25    | Đã hủy  |               |

## Liên kết
- Buýt nhanh ở Đài Trung (Phồn thể)
- Welcome to Taichung BRT Lưu trữ ngày 17 tháng 8 năm 2014 tại Wayback Machine (Phồn thể)
- I love Taichung BRT (Facebook)
- Văn phòng hệ thống tàu điện ngầm thành phố Đài Trung Lưu trữ ngày 5 tháng 8 năm 2020 tại Wayback Machine (Tiếng Anh)
- Hệ thống tàu điện ngầm thành phố Đài Trung Lưu trữ ngày 15 tháng 5 năm 2019 tại Wayback Machine (Phồn thể)